# Mitoyo

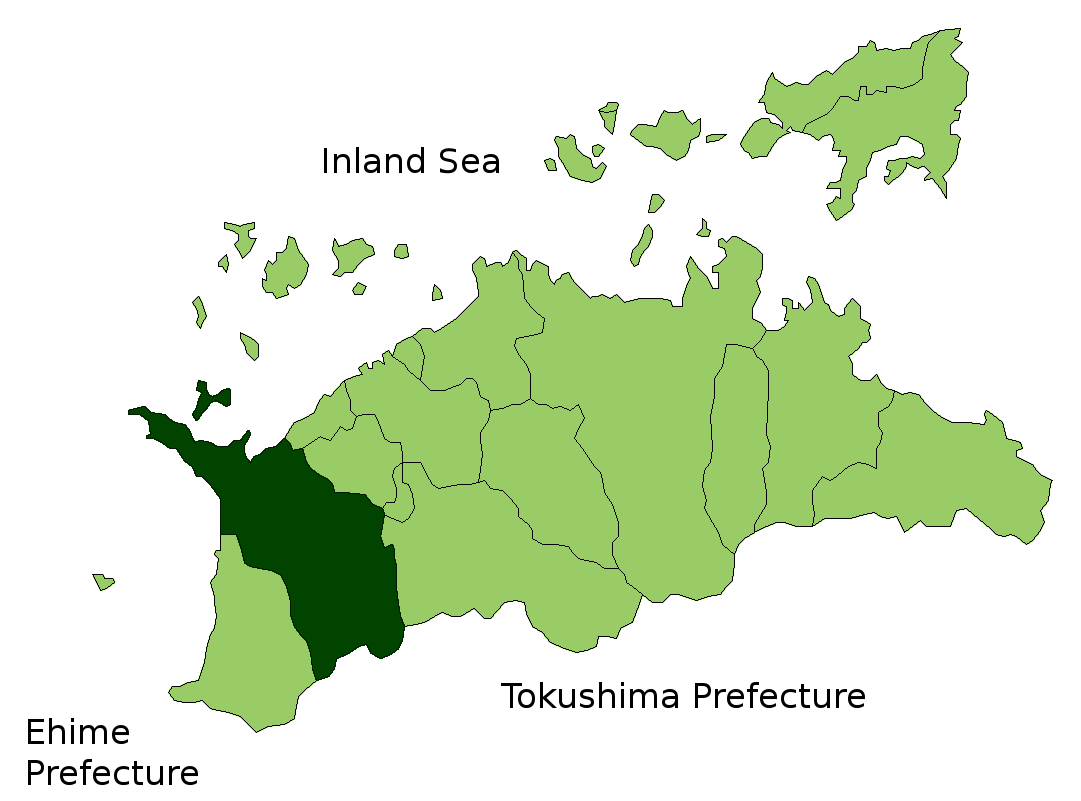

Mitoyo (三豊市 Mitoyo-shi?) este un municipiu din Japonia, prefectura Kagawa.